# Commelina guaranitica
Commelina guaranitica är en himmelsblomsväxtart som beskrevs av Charles Baron Clarke, Robert Hippolyte Chodat och Emil Hassler. Commelina guaranitica ingår i släktet himmelsblommor, och familjen himmelsblomsväxter.
Artens utbredningsområde är Paraguay. Inga underarter finns listade.